# Hypena ornata
Hypena ornata är en fjärilsart som beskrevs av Aurivillius 1925. Hypena ornata ingår i släktet Hypena och familjen nattflyn. Inga underarter finns listade i Catalogue of Life.